# Pont de Brobacka
La pont en pierre de Siltamäki (finnois : Siltamäen kivisilta) ou pont de Brobacka  (finnois : Brobackan silta)  est un pont de circulation douce entre Helsinki et Vantaa en Finlande,.

## Présentation
Le pont en arc enjambe la rivière Keravanjoki à la frontière entre Helsinki et Vantaa,.
Du côté ouest du pont se trouve le quartier Tammisto de Vantaa et du côté est se trouve le quartier Siltamäki d'Helsinki, qui porte le nom du pont qui s'y trouvait autrefois.
Les noms Kirkonkylän silta, Keravanjoen silta et Siltamäen silta sont également utilisés pour le pont.
Le pont Brobacka est l'un des plus anciens ponts d'Helsinki et le plus grand des trois ponts de pierre encore en fonctionnement à Vantaa,.

## Conception et construction
Le pont a été conçu par A. G. Hammar et a été construit en 1896.
La construction a été décidée lors de la réunion municipale le 28 octobre 1895.
Lors de la réunion du conseil municipal de janvier 1896, il est décidé de surélever l'arche du pont de quatre pieds.
Initialement, les coûts de construction du pont étaient estimés à 8 635 FIM. L'administrateur est la ville d'Helsinki, qui mentionne à tort 1890 comme année de son achèvement.
La route menant au pont a été fermée le 16 janvier 1990.
La dernière réparation du pont a été effectuée en 2000-2001.
L'ouverture du pont réparé a été célébrée le 29 mai 2001,.[7][8]

## Caractéristiques du pont
La longueur totale du pont à double travée est de 36,8 mètres et la largeur utile est de 7,4 mètres (largeur structurale 8,3 m).
La hauteur du passage sous le pont est de 4,4 mètres.[5] 
Le pont est voûté de blocs de granit et possède deux ouvertures en forme de voûte de neuf mètres de large. Sous le tablier du pont, des rochers en pierre naturelle ont également été utilisés, et la jetée du rivage à l'extrémité sud a été soutenue par une culée en pierre de maçonnerie.
Un pont était situé au même endroit avant même la construction du pont actuel, car sur la carte du Sénat (1872) la route traverse la Keravanjoki à cet endroit, et sur le côté est du pont le nom suédois de l'actuel Siltamäki,  Brobacka , est marqué sur la carte.